# أزوسا تادوكورو
أزوسا تادوكورو (田所あずさ تادوكورو أزوسا) هي مطربة ومؤدية أصوات يابانية ولدت في 10 نوفمبر 1993 في محافظة إيباراكي.

## أدوارها في الأنمي

### مسلسلات أنمي تلفزيونية
- فيوليت إيفرغاردن - لوسوليا مارلبورو
- فانتوم وورلد متعدد الألوان - رورو
- أيكاتسو! - أوي كيريا
- المعلم الأوتاكو - كيريكو شيكيشيما
- صوت! يوفونيوم - أزوسا ساساكي
- الآلي السليم دايميدالر - سيواشيكو غويا
- ديفاين غيت - بيديفير
- بيغ أوردر - إيو
- تريكستر - ناو ناكامورا
- ماذا تفعل في نهاية العالم؟ هل أنت مشغول؟ هل تستطيع إنقاذي؟ - كوتوري نوتا سينيوليس
- انتقام ماساموني-كن - تاي فوتابا
- لم أستطيع أن أصبح بطلا لذا، قررت مكرها أن أحصل على وظيفة - فينو بورادوسوتون
- ياشاهيمي: أميرة أنصاف الشياطين - موروها
- إعادة تجسيدي في هيئة هلام - كلوي

### أفلام أنمي
- أيكاتسو! - أوي كيريا

## أدوارها في ألعاب الفيديو
- آيدولماستر ميليون لايف! - شيزوكا موغامي

## وصلات خارجية
- أزوسا تادوكورو على موقع IMDb (الإنجليزية)
- أزوسا تادوكورو على موقع ميوزك برينز (الإنجليزية)
- أزوسا تادوكورو على موقع أول ميوزيك (الإنجليزية)
- أزوسا تادوكورو على موقع ديسكوغز (الإنجليزية)
- أزوسا تادوكورو على موقع قاعدة بيانات الفيلم (الإنجليزية)
- أزوسا تادوكورو على موقع كينوبويسك (الروسية)
- أزوسا تادوكورو على موقع ANN person (الإنجليزية)